# Escola Secundária de Sá de Miranda
A Escola Secundária de Sá de Miranda é uma escola secundária, pública, situada na freguesia de São Vicente, Braga. Até 1975, teve a designação de Liceu Nacional de Sá de Miranda.
A escola é sede de um agrupamento de escolas, do qual faz parte a Escola Básica de Palmeira e escolas do 1.º ciclo e Jardins de infância das freguesias de Palmeira, Real, Dume e Semelhe, Adaúfe, Santa Lucrécia de Algeriz e Navarra, Crespos e Pousada. 

## História

### Início
Em 17 de novembro de 1836, Passos Manuel, no seu plano de reformar a instrução pública em Portugal, pelo seu artigo 40.ª, cria um liceu em cada capital de distrito. Braga, como capital de distrito, teve naturalmente o seu liceu, durante o reinado de D. Maria II.

### Seminário Arquidiocesano de São Pedro
Depois de fundado, foi necessário encontrar um edifício para funcionar.
Por iniciativa do arcebispo de Braga, Pedro Paulo de Figueiredo da Cunha e Melo, as primeiras
aulas funcionaram no Seminário Arquidiocesano de São Pedro, localizado no Campo da Vinha em 1840/1841, que é o primeiro ano de funcionamento do liceu.
Nos primeiros anos do liceu, o ensino ministrado era essencialmente humanístico, as disciplinas existentes eram: Gramática Portuguesa e Latim; Língua Francesa e Inglesa e suas gramáticas; Oratória, Poética e Literatura Clássica; Geografia, Cronologia e História; Ideologia, Gramática Geral e Lógica.

### Convento dos Congregados
Em 1845, por iniciativa de Joaquim António de Aguiar o Liceu muda-se para o Convento dos Congregados. A Igreja dos Congregados, foi proibida de tocar os sinos durante o funcionamento das aulas, a fim de estas não serem perturbadas. O primeiro reitor, nomeado em 14 de julho de 1845, foi o bacharel de medicina António Maria Pinheiro, cargo que ocupou durante 25 anos até 1870, nomeado para estas funções através da carta do dia 14 de Julho de 1845.
O primeiro Conselho Escolar do Liceu de Braga reuniu pela primeira vez em 27 de Setembro de 1845, pelas 11 h. da manhã, e produziu uma acta na qual solicitavam, entre outros, cadeiras que ainda faltavam para preencher o quadro do Liceu; a aquisição de compêndios de Psicologia e de Metafísica e colocar a concurso o cargo de porteiro do Liceu. 
Apesar do empenho do seu reitor, o Liceu de Braga apresentava condições muito deficitárias: apenas existiam três degradadas salas de aulas, sem vidros; um gabinete do reitor e uma pequena secretaria; o sistema de toque das campainhas não existia e para minimizar esse problema foi decidido, ainda nesse mês de Outubro de 1845 (dia 23), comprar cinco campainhas com as quais se percorria o Liceu, para assinalar o início e o final das aulas. Uma vez que não existia um sistema de fornecimento de água, foi decidido ainda comprar um cântaro e três copos. 
A abertura oficial das aulas foi em 15 de outubro de 1845.
No mesmo edifício funcionava a biblioteca pública.
Com a Revolução da Maria da Fonte em abril de 1846, e a Guerra Civil da Patuleia, grande parte do edifício foi ocupado pelo exército, o que levou a várias suspensões das aulas e a uma grande degradação do edifício.
Inicialmente chamava-se Liceu Nacional de Braga. Em 1896 passou a Liceu Nacional Central de Braga e em 30 de Abril de 1912 passou a chamar-se Liceu Nacional Central de Sá de Miranda em homenagem ao poeta Sá de Miranda.

### Edifício do extinto Colégio do Espírito Santo
Em 1922, o liceu mudou-se para o edifício do extinto Colégio do Espírito Santo, onde ainda se encontra. O atual edifício foi construído em 1877. As obras de adaptação à nova função foram da autoria de Moura Coutinho. Foi acrescentado ao edifício uma enorme escadaria central e a gradaria à face da rua com grandes portões.
Durante o Estado Novo, o edifício foi aumentado para responder à crescente afluência de alunos vindos de toda a região Norte.
Em 1975, mudou o nome para o atual.

### Remodelação pela Parque Escolar
Em 2009, foi iniciada uma remodelação, promovida pela Parque Escolar, coordenada pelo arquitecto José Bernardo Távora, que compreendeu: a remodelação de todos os espaços existentes, adaptando-os para às necessidades de um edifício de ensino dos dias de hoje, e ao mesmo tempo recuperando muitas das características do edifício original, que ao longo dos tempos e das sucessivas intervenções tinham sido ocultadas/ alteradas/ danificadas; a construção de um novo edifício onde funcionam todos os serviços de apoio: secretaria, auditório, sala de professores, biblioteca e museu, a poente do corpo principal da escola, funcionando com remate da frente construída da Rua Conselheiro Januário, demolida aquando da construção da escadaria monumental do Liceu; e a reabilitação de todo o espaço exterior, criando e reabilitando espaços ajardinados para uso dos alunos e reabilitando a mata da escola, devolvendo-lhe condições para ser utilizada pelos alunos.
Nesta remodelação foram gastos 14,4 milhões de euros (mais 1,2 milhões que o previsto) e foi inaugurada em 29 de Janeiro de 2011.

## Agregação
Em 2013 a Escola Secundária Sá de Miranda agregou com o Agrupamento de Escolas de Palmeira passando a integrar todos os níveis de Educação e Ensino o que permite a um aluno completar a escolaridade obrigatória no mesmo agrupamento de escolas.
Escolas que fazem parte do agrupamento escolar:
Freguesia de Palmeira:
- Escola Básica de Palmeira
- EB/JI Bracara Augusta
- EB1/JI de Coucinheiro
- EB1 Ortigueira
- EB1/JI Campo de Aviação

Freguesia de Real, Dume e Semelhe:
- EB1 Dume
- JI de Passal

Freguesia de Adaúfe:
- EB1 de Eira Velha
- EB1/JI de Presa
- JI de Adaúfe

Freguesia de Santa Lucrécia de Algeriz e Navarra:
- EB1/JI de Cortinhal
- JI de Pomares

Freguesia de Crespos e Pousada:
- EB1 de Boavista
- JI de Boavista
- EB1/JI Outeiro

## Rankingnacional das melhores Escolas
Em 2017 a escola ficou colocada em oitavo lugar a nível concelhio no Ranking nacional das melhores Escolas secundárias (num universo de 9 escolas). Ficou em 22.º lugar no ranking do ensino básico (num universo de 23 escolas).